# Star Z-45

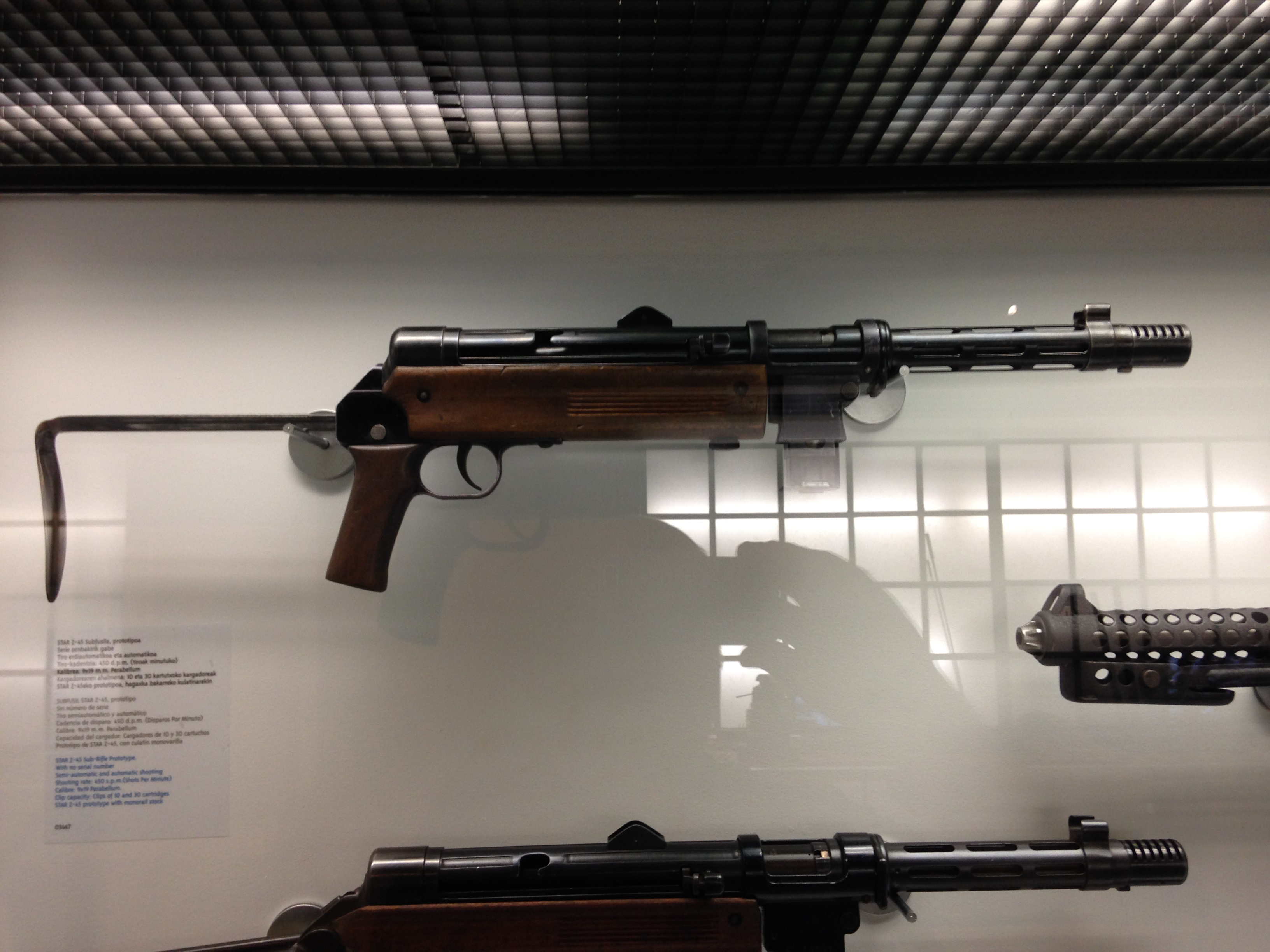
Un Star Z-45 au musée de l'armement d'Eibar.

Le Star Z-45 est un pistolet mitrailleur, copie légèrement modifiée du MP40 allemand. Il fut règlementaire en Espagne et exporté en Afrique, en Asie et en Amérique latine.

## Présentation
Issue d'une commande allemande, ce PM s'inspire du MP40 dont il diffère seulement par :
- une monture (poignée-pistolet et fût) en bois
- un manchon de canon de canon perforé,
- une sûreté de culasse
- un levier d'armement situé à droite.

Cette arme automatique fonctionne par culasse non calée. La sélection du tir coup par coup ou rafale est obtenue par la pression sur la partie basse ou haute de la détente. Le guidon est de type lame sous tunnel. La hausse basculante en L est protégée par des oreilles triangulaire. Le canon comprend 6 rayures à droite. La sûreté s'effectue par crochetage du levier d'armement en avant et arrière.

## Production et diffusion
Fabriqué par Star Bonifacio Echeverria S.A. de 1945 à 1962, le Subfusil Star Z-45 fut utilisé par l'armée et la police espagnoles et exportée en Arabie saoudite, à Cuba, au Chili et au Portugal. L'Armée espagnole en usa lors de la Guerre d'Ifni. Il connut également la révolution cubaine.

## Données numériques
- Munition : 9 mm Largo
- Longueur
  - totale : 84 cm
  - avec la crosse repliée : 58 cm
  - du canon : 20 cm
- Masse de l'arme
  - vide : 3,85 kg
  - chargée : 4,53 kg
- Chargeurs : 10/30 cartouches
- Cadence de tir théorique : 450 coups par minute

## Sources
Cette notice est issue de la lecture des revues spécialisées de langue française suivantes :
- Cibles (Fr)
- AMI (B, disparue en 1988)
- Gazette des Armes (Fr)
- Action Guns  (Fr)
- Raids (Fr)
- Assaut (Fr)